# Johannes Neumann (Kirchenrechtler)
Johannes Neumann (* 23. November 1929 in Königsberg; † 5. Mai 2013 in Oberkirch) war ein deutscher Soziologe, Kirchenrechtler und ehemals katholischer Theologe, der vor allem durch seine Kritik an der katholischen Kirche bekannt wurde.

## Leben
Neumann war zunächst als römisch-katholischer Theologe tätig, wurde 1955 zum Priester geweiht und war seit 1966 Professor für Kirchenrecht an der Katholisch-Theologischen Fakultät der Eberhard Karls Universität Tübingen, deren Rektor er auch von 1971 bis 1972 war. Er geriet zunehmend in Widerspruch zur Lehre der katholischen Kirche. So engagierte er sich u. a. für eine Mitbestimmung der Laien, die Gleichberechtigung der Frau, die Mischehenpraxis sowie das Scheidungsrecht. Da Neumann zu der Überzeugung gelangte, dass die katholische Kirche grundsätzlich nicht reformierbar sei, kam es 1977 dann endgültig zum Bruch. Neumann gab seine Missio canonica zurück und trat aus der Kirche aus.
Seit 1978 gehörte Neumann dann als Professor für Rechts- und Religionssoziologie zum Fachbereich Verhaltenswissenschaften der Universität Tübingen. Einer seiner Arbeitsschwerpunkte in Forschung und Lehre war die Sozialpolitik Deutschlands. Seit 1985 lehrte Neumann außerdem als Honorarprofessor für Kirchenrecht und Staatskirchenrecht an der juristischen Fakultät der Universität Mannheim. 1982 entstand unter seiner Ägide das Zentrum zur interdisziplinären Erforschung der Lebenswelten behinderter Menschen (Z.I.E.L), dessen Sprecher er bis 1996 war. 1987 gehörte er zu den Mitbegründern des sozialwissenschaftlichen universitätsnahen Forschungsinstituts für Arbeit, Technik und Kultur (FATK), dessen Vorsitzender er von 1988 bis 1997 war. Seine Emeritierung erfolgte 1995.
Neumann war Gründungsmitglied und erster Vorsitzender der Internationalen Erich-Fromm-Gesellschaft, gehörte zum Beirat des Internationalen Bundes der Konfessionslosen und Atheisten (IBKA) und der Giordano Bruno Stiftung. Dabei engagierte er sich gegen Privilegien der großen Kirchen und Benachteiligungen der kleineren religiösen und weltanschaulichen Gruppen. Für seinen Kampf gegen die Benachteiligung des Ethikunterrichts wurden er und seine Frau Ursula 2000 vom IBKA mit dem Erwin-Fischer-Preis ausgezeichnet.
Posthum erschien 2019 als Band 5 der Reihe Humanismusperspektiven das 300-Seiten-Buch Humanismus und Kirchenkritik. Beiträge zur Aufklärung. Es enthält neben einer biografisch-bibliografischen Studie von Theodor W. Beine und einem Nachwort von Ursula Neumann vor allem Texte von Johannes Neumann. Darin wird inhaltlich der Brückenschlag zwischen west- und ostdeutschen Humanisten und ihren Vereinen und ideenpolitischen Strategien ausgeleuchtet.

## Publikationen
- Der Spender der Firmung in der Kirche des Abendlandes bis zum Ende des kirchlichen Altertums. Eine rechtsgeschichtliche Untersuchung, Kyrios-Verlag, Meitingen 1963.

- Auf Hoffnung hin. Eine Sammlung ökumenischer Gedanken. Kyrios-Verlag, Meitingen 1964.
- Die Kirche und die kirchliche Gewalt in der Lehre der deutschen Kirchenrechtswissenschaft vom Ende der Aufklärung bis zum ersten Vatikanischen Konzil, Habilitationsschrift, München 1965.
- ‘Mischehe‘ und Kirchenrecht. Das kanonische Eherecht, trennende Kluft oder Anlass zur Besinnung, Echter-Verlag, Würzburg 1967.
- (zusammen mit Johannes Günter Gerhartz und Walter Kasper): Kein Grundgesetz der Kirche ohne Zustimmung der Christen. Grünewald-Verlag 1971.
- Das Kirchenrecht, Chance und Versuchung, Styria, Graz 1972, ISBN 3-222-10724-6.
- Synodales Prinzip. Der grössere Spielraum im Kirchenrecht, Herder, Freiburg 1973, ISBN 3-451-16870-7.
- Menschenrechte auch in der Kirche?, Benziger, Zürich 1976.
- Grundriß des katholischen Kirchenrechts. Wissenschaftliche Buchgesellschaft, Darmstadt 1981.
- (zusammen mit Ursula Neumann): Vernunft und Verantwortung. In: Woran ich glaube, hrsg. v. Karlheinz Deschner, Gütersloh 1990, S. 190–199.
- Zur gesellschaftlichen Stellung, Entwicklung und Wandlung des modernen Atheismus. In: Aufklärung und Kritik. Heft 1, 1995, S. 80–99 (online).
- Schriftenreihe der Freien Akademie, insbesondere die Bände 3, 5, 12, 15, 18, 21 und 22 (online).
  - z. B. Band 12: Gesellschaft und Religion. Zur Einführung in das Thema. Vorwort, Falkensee 1991, ISBN 3923834101 (Tagung vom Mai 1989).
- Humanismus und Kirchenkritik. Beiträge zur Aufklärung. Hrsg. von Horst Groschopp, Alibri Verlag, Aschaffenburg 2019, ISBN 978-3-86569-288-7.